# Вирен, Лассе
Ла́ссе А́рттури Вире́н (фин. Lasse Artturi Virén, 22 июля 1949, Мюрскюля) — финский бегун на длинные дистанции, четырёхкратный олимпийский чемпион.

## Тренеры
- 1966 и 1967 — Каарло Пелтола
- 1968/69 — Ханну Пости[фин.][5]
- «Свирепый Ролли» Рольф Хайккола[фин.][6]

## Лассе Вирен в филателии
31 октября 1976 года почта Монголии выпустила серию почтовых марок (№ 1018—1024 + почтовый блок №С1025). На марке № 1023 номиналом 80 монге изображён Лассе Вирен.

## Результаты

### Соревнования
- Олимпийский чемпион 1972 и 1976 годов на дистанциях 5000 и 10 000 м (1972 — с мировым рекордом); первый в истории, кто сумел выиграть дистанции 5000 и 10 000 м на двух Играх подряд (его достижение повторил в 2016 году Мохамед Фара).
- Бронзовый призёр чемпионата Европы 1974 года на дистанции 5000 м.

### Рекорды
| Дистанция    | Результат    | Место        | Дата             | Видео/Фото/ Кинограмма |
| Рекорды мира | Рекорды мира | Рекорды мира | Рекорды мира     | Рекорды мира           |
| ------------ | ------------ | ------------ | ---------------- | ---------------------- |
| 2 мили       | 8.14,0       | Стокгольм    | 8 августа 1972   |                        |
| 5000 м       | 13.16,4      | Хельсинки    | 14 сентября 1972 |                        |
| 10 000 м     | 27.38,35     | Мюнхен       | 3 сентября 1972  | · (англ.)              |